# Distrikt Gorgor
Der Distrikt Gorgor liegt in der Provinz Cajatambo in der Region Lima in West-Peru. Der Distrikt wurde am 2. Januar 1857 gegründet. Er besitzt eine Fläche von 336 km². Beim Zensus 2017 wurden 1826 Einwohner gezählt. Im Jahr 1993 lag die Einwohnerzahl bei 1507, im Jahr 2007 bei 1826. Die Distriktverwaltung befindet sich in der 3074 m hoch gelegenen Ortschaft Gorgor mit 475 Einwohnern (Stand 2017). Gorgor liegt 17 km südsüdwestlich der Provinzhauptstadt Cajatambo.

## Geographische Lage
Der Distrikt Gorgor liegt in der peruanischen Westkordillere im Südosten der Provinz Cajatambo. Der Río Gorgor, linker Nebenfluss des Río Pativilca, durchquert den Distrikt in westlicher Richtung und entwässert dabei das Areal. Im Osten reicht der Distrikt bis zur kontinentalen Wasserscheide.
Der Distrikt Gorgor grenzt im Westen an den Distrikt Manás, im Nordwesten an den Distrikt Huancapón, im Norden an den Distrikt Cajatambo, im Osten und im Südosten an den Distrikt Oyón (Provinz Oyón), im Süden an die Distrikte Andajes und Caujul (beide in der Provinz Oyón) sowie im Südwesten an den Distrikt Ámbar (Provinz Huaura).